# Triodos Bank
La Banque Triodos N.V. est une banque néerlandaise fondée en 1980 à Zeist et qui dispose en 2024 de succursales en Allemagne, Belgique, Espagne et les Pays-Bas, et d’une filiale au Royaume-Uni. La banque Triodos se concentre sur les activités bancaires  et d'investissement durables et éthiques.

## Historique
Le nom Triodos vient du grec τρίοδος - tri hodos', qui signifie trois voies : (personnes, planète, profit).
Dès la fin des années 1960, quatre néerlandais, Adriaan Deking Dura (économiste), Dieter Brüll (professeur de droit fiscal), Lex Bos (conseil en organisation) et Rudolf Mees (banquier anthroposophe) réfléchissent à la manière de gérer l'argent de façon plus durable. Ils créent en 1971 la fondation Stichting Triodos Fonds qui se charge de mettre en relation prêteurs et entrepreneurs novateurs. Depuis, des fondations sœurs ont vu le jour dans différents pays européens.
En 1980, la Banque Triodos N.V. est créée aux Pays-Bas. Dotée d'un capital initial de 540 000 euros, elle possède une licence bancaire de la Banque centrale des Pays-Bas. La forme juridique est la Société anonyme, dont les actions sont détenues par la Stichting Administratiekantoor Aandelen la Banque Triodos qui regroupe les fondateurs de la banque.
Elle lance le premier « fonds vert », un fonds pour des projets respectueux de l'environnement, à la Bourse d'Amsterdam. La Banque Triodos N.V. commence ses activités bancaires et de crédit en 1983. En 1994, elle rachète la banque éthique britannique Mercury Provident.
En mars 2009, la Banque Triodos fonde la Global Alliance for Banking on Values (GABV), un réseau international de banques durables, avec la BRAC Bank of Bangladesh, la GLS Bank allemande et la ShoreBank américaine. En 2010, la Banque Triodos a été l'un des fondateurs de De Groene Zaak, la première association néerlandaise d'entrepreneurs et d'employeurs d'entreprises durables.
Peter Blom annonce son intention de quitter la direction de la Banque Triodos en 2021.

## Philosophie
La philosophie de la Banque Triodos est de financer « des entreprises, des institutions et des projets à valeur ajoutée dans les domaines social, environnemental et culturel » au moyen des capitaux que lui confient les épargnants et les investisseurs désireux d'encourager le développement d'entreprises novatrices et responsables. La Banque Triodos ne finance donc que des entreprises, institutions et projets avec une plus-value élevée au niveau social, écologique et/ou culturel. Elle accorde non seulement des prêts aux entreprises et aux organisations mais aussi à des clients particuliers à travers des prêts hypothécaires durables et des produits de placement.
Cette politique va au-delà de ce qui est pratiqué par d'autres banques dites éthiques qui se limitent à éviter d'investir dans des entreprises jugées négatives (« screening négatif »),.

## Fonctionnement
Les particuliers peuvent ouvrir des comptes d'épargne, ainsi que des fonds éthiques et du capital-risque. La Banque Triodos propose également des comptes courants et des services bancaires aux entreprises et dispose d'un département international actif, qui soutient les initiatives de micro-financement dans les pays en développement.
Les opérations bancaires et les relations avec les clients passent principalement par internet mais la banque tient compte des coutumes locales. Ainsi, en Espagne elle a ouvert un plus grand nombre d'agences.
Depuis le 5 juillet 2023, les certificats d’actions de la Banque Triodos peuvent être achetés ou vendus sur la plateforme multilatérale de négociation (plateforme MTF) de Captin. 

### Partenariats européens
En 2018, la Banque Triodos signe un accord avec le Fonds européen d'investissement (FEI) pour fournir 65 millions d'euros sur cinq ans à 430 entrepreneurs sociaux aux Pays-Bas, en Belgique, en Espagne et en France sous forme de prêts à un taux d'intérêt réduit avec des exigences de sécurité moindres.
En 2021, la Banque Triodos annonce le financement, sur deux ans, avec un soutien européen, des acteurs des secteurs de la culture et de la création en Belgique, aux Pays-Bas, en Espagne et Allemagne, à hauteur de 200 millions d'euros, (dont 50 millions d'euros pour la Belgique). Ces prêts de la banque seront garantis par la Facilité de garantie des secteurs culturels et créatifs de l'Union européenne (CCS GF), une initiative soutenue par le Fonds européen pour les investissements stratégiques.

### Transparence
La Banque Triodos publie régulièrement la destination des crédits qu’elle accorde dans son magazine, affiche sur son site Internet les modalités précises pour introduire une demande. Toutefois, elle ne mentionne pas les montants octroyés et ne fournit pas une liste exhaustive des crédits accordés.
Au Royaume-Uni, la Banque Triodos est la seule banque commerciale à fournir une liste annuelle de tous les prêts qu'elle a consentis.

### Les succursales

#### La Banque Triodos Belgique
La succursale belge est créée en 1993par Frans De Clerck (nl) et Karel Teck. Elle a ensuite été dirigée par Pierre Aeby, Olivier Marquet de 2003 à 2015, puis par Thomas Van Craen. La Banque Triodos comptait 78 000 clients en Belgique en 2018. En Belgique, la Banque Triodos  a des bureaux à Bruxelles et à Gand.
En 2008, une enquête de l'association belge de défense des consommateurs, Test-Achats sur « l’éthique générale » de sept banques belges, les questionnant sur leurs politiques éthiques (au regard des droits de l’homme, du réchauffement climatique…), leurs politiques sectorielles (par exemple, en matière d’armement, de secteur minier…), leur politique fiscale (présence ou non dans des paradis fiscaux) et leur transparence en général. Il en ressort que la Banque Triodos se situe clairement « au-dessus du lot »,.
Une autre étude menée par Netwerk Vlaanderen sur le risque d’investissement nocif classe également la Banque Triodos en première position par rapport aux autres banques belges. Netwerk Vlaanderen déclare tout de même que la Banque Triodos mène « une politique d'investissement insuffisante sur le thème de la liberté et de la démocratie »,.
De fait, la Banque Triodos Belgique a davantage de mal à atteindre ses objectifs sur le plan social que sur le plan environnemental. La banque n’y investit, en 2007, que 10,1 % de ses projets, contre 55,3 % investis dans le secteur « nature et environnement » et 30,4 % investis dans le domaine « culture et non-marchand ». L'équilibre est meilleur si on considère l'ensemble la Banque Triodos NV : « nature et environnement » 39,4 % ; « économie sociale » 23,1 % ; et « culture et non-marchand » 34,9 % (autres : 2,2%),,.
Sur le plan strictement économique, les taux d'intérêt de la Banque Triodos ont longtemps paru peu intéressants mais la banque est généralement choisie davantage pour sa plus value éthique. Mais, en octobre 2020, Triodos Belgique décide de ramener le taux de ses comptes d’épargne à zéro, alors que la réglementation nationale impose un rendement minimum de 0,11 %. De plus la banque impose désormais un taux négatif (-0,50%) aux clients dont les avoirs dépassent 500 000 euros. L'association Test-Achats n'accepte pas les explications de la banque dont les résultats pour 2020 sont plutôt bons malgré le contexte économique et demande des clarifications sur la gestion des comptes existants et annonce une interpellation du gouvernement.

#### Triodos Royaume-Uni
En 1995, Triodos ouvre une succursale au Royaume-Uni.

#### Triodos Espagne
En 2004, Triodos se lance sur le marché espagnol. Elle ouvre des bureaux à : Barcelone, Madrid, Séville, Grenade, Malaga, Valladolid, Valence, Saragosse, Bilbao, La Corogne, Palma de Majorque, Las Palmas de Grande Canaria, Santa Cruz de Tenerife, Murcie, Oviedo, Pampelune, Gérone, Albacete, Badajoz et Las Rozas de Madrid.

#### Triodos Allemagne
En 2006, la Banque Triodos ouvre une succursale à Francfort en Allemagne.

#### Triodos France
En 2013, la Banque Triodos Finance voit le jour en France en tant qu'intermédiaire de la Banque Triodos N.V.
En France, la Banque Triodos participe au financement du premier parc éolien citoyen à Béganne, inauguré en 2014 et cofinance le parc éolien Vent de Thiérache 1 avec la banque Bpifrance  ainsi que la centrale électrique solaire du Pla de la Roque, de Quadran situé dans une carrière abandonnée du Languedoc-Roussillon.

## Distinctions
- 2000 : la Banque Triodos est la première banque à obtenir le certificat ISO 14001 pour le système de gestion de l'environnement[28]
- 2007 : Label « Entreprise écodynamique » à deux étoiles, attribué par l’Institut bruxellois pour la gestion de l'environnement pour sa gestion environnementale[29] .
- 2009 : Financial Times Sustainable Banking Awards attribué par le Financial Times et International Finance Corporation[11],[30].
- 2011 : Prix Max Havelaar pour le commerce équitable.
- 2012, 2013: Certificat du meilleur compartiment dans la catégorie « Mix funds EUR neutral » pour le Triodos Sustainable Mixed Fund selon l'institution d'investissement Morningstar[31].
- 2012, 2013, 2015 : Customer Centric DNA Award pour son impact environnemental et ses relations avec les clients[32].
- 2016 : Première place au classement du rapport « Renewables Infrastructure Investment in Europe 2016 » de Clean Energy Pipeline, avec 57 prêts d'énergie propre[33].
- 2020: Gouden Kikker du projet le plus durable des Pays-Bas pour le nouveau bâtiment de la Banque Triodos à Driebergen. Ce prix est décerné aux projets de construction qui sont à la pointe dans le domaine de la durabilité et de l'innovation[34].

## Lien avec l'anthroposophie
Citée à plusieurs reprises ces dernières années comme appartenant au courant anthroposophique, la Banque Triodos n’entretient aucun lien avec ce dernier. Les fondateurs de la Banque Triodos NV étaient membres ou proches de l'anthroposophie et ’inspiraient entre autres des principes de Rudolf Steiner pour son approche sur l’économie et le rôle de l’argent. Or Triodos n’est pas fondée comme banque anthroposophe. En 2013, son directeur général, Peter Blom, explique que les écrits de Steiner ont été « des sources d’inspiration et non [...] des directives à suivre »,. 
Si certains éléments tels que le rôle de l’argent dans l’économie ou encore la vision d’une agriculture durable prônés par l'anthroposophie ont été une source d'inspiration pour les fondateurs à la fin des années 60, elle n'est et n’a jamais été ni un objectif ni un critère pertinent dans les activités de prêt de la banque, par exemple,. La Banque Triodos est une banque axée sur les valeurs, guidée par sa mission d'utiliser l'argent de manière consciente pour promouvoir un changement positif dans la société et l'environnement, en plaçant la dignité humaine au cœur de ses préoccupations. La banque rejette toute forme de discrimination car cela ne correspond pas à ses valeurs fondamentales.
Pour cette raison, la Banque Triodos considère que plusieurs déclarations de Rudolf Steiner, le fondateur de l'anthroposophie, sur les races sont inacceptables, car elles suggèrent que les personnes ne sont pas égales. Cela est diamétralement opposé aux valeurs de la banque. La banque se distancie expressément de ces déclarations racistes,.     
La mission de la Banque Triodos et de sa filiale Triodos Investment Management est de « Financer le changement et changer la Finance »,.